# Haemimont Games
Haemimont Games is een Bulgaars computerspelontwikkelaar. Het bedrijf is opgericht in 1997 en gevestigd in Sofia. De Zweedse uitgever Paradox Interactive meldde in februari 2025 dat het alle aandelen van Haemimont Games had aangekocht.

## Spellen
| Release | Titel                                   | Platform                                                     |
| ------- | --------------------------------------- | ------------------------------------------------------------ |
| 2000    | Tzar: The Burden of the Crown           | PlayStation, Windows                                         |
| 2002    | Celtic Kings: Rage of War               | Windows                                                      |
| 2004    | Celtic Kings: The Punic Wars            | Windows                                                      |
| 2005    | Imperivm III: The Great Battles of Rome | Windows                                                      |
| 2005    | Rising Kingdoms                         | Windows                                                      |
| 2006    | Glory of the Roman Empire               | Windows                                                      |
| 2008    | Imperium Romanum                        | Windows                                                      |
| 2009    | Grand Ages: Rome                        | Windows                                                      |
| 2009    | Tropico 3                               | Windows, Xbox 360                                            |
| 2011    | The First Templar                       | Windows, Xbox 360                                            |
| 2011    | Tropico 4                               | Windows, Xbox 360                                            |
| 2013    | Omerta: City of Gangsters               | Windows                                                      |
| 2014    | Tropico 5                               | OS X, PlayStation 4, Windows, Xbox 360, Xbox One             |
| 2015    | Victor Vran                             | Windows, Nintendo Switch                                     |
| 2018    | Surviving Mars                          | Linux, macOS, PlayStation 4, Windows, Xbox One               |
| 2023    | Stranded: Alien Dawn                    | PlayStation 4, PlayStation 5, Windows, Xbox One, Xbox Series |
| 2023    | Jagged Alliance 3                       | PlayStation 4, PlayStation 5, Windows, Xbox One, Xbox Series |